# Tanjung Sabar
Tanjung Sabar is een bestuurslaag in het regentschap Pariaman van de provincie West-Sumatra, Indonesië. Tanjung Sabar telt 536 inwoners (volkstelling 2010).